# They Might Be Giants
They Might Be Giants (обычно сокращают TMBG) — американская альтернативная рок-группа, которая появилась как дуэт Джона Флэнсбёрга и Джона Линнелла, а в настоящее время в ней состоят также Марти Беллер, Дэн Миллер и Дэнни Вайнкауф. Сформированная в 1982 году, группа прежде всего известна своим нетрадиционным и экспериментальным стилем альтернативной музыки. Группа получила известность на чартах Modern rock и CMJ, в детских музыкальных жанрах, и музыкальными темами для нескольких телевизионных программ и фильмов.
Пожалуй, самыми известными композициями группы являются «Birdhouse in Your Soul» и кавер-версия «Istanbul (Not Constantinople)» (обе с альбома 1990 года Flood), «Don't Let's Start» (альбом 1986 года They Might Be Giants), и «Ana Ng» (альбом 1988 года Lincoln).

## Дискография
- They Might Be Giants (1986)
- Lincoln (1988)
- Flood (1990)
- Apollo 18 (1992)
- John Henry (1994)
- Factory Showroom (1996)
- Long Tall Weekend (1999, Internet-only)
- Mink Car (2001)
- No! (2002)
- The Spine (2004)
- Here Come the ABCs (2005)
- The Else (2007)
- Here Come the 123s (2008)
- Here Comes Science (2009)
- Join Us (2011)
- Nanobots (2013)
- Glean (2015)
- Phone Power (2016)
- I Like Fun (2018)
- My Murdered Remains (2018)
- BOOK (2021)

## Синглы
| Год  | Название                        | Позиция        | Позиция          | Позиция                | Альбом                           |
| Год  | Название                        | US Modern Rock | UK Singles Chart | Australian ARIA Charts | Альбом                           |
| ---- | ------------------------------- | -------------- | ---------------- | ---------------------- | -------------------------------- |
| 1988 | «Ana Ng»                        | #11            | -                | -                      | Lincoln                          |
| 1990 | «Birdhouse in Your Soul»        | #3             | #6               | -                      | Flood                            |
| 1990 | «Twisting»                      | #22            | -                | -                      | Flood                            |
| 1990 | «Istanbul (Not Constantinople)» | -              | #61              | -                      | Flood                            |
| 1992 | «The Statue Got Me High»        | #24            | #92              | -                      | Apollo 18                        |
| 1994 | «Snail Shell»                   | #19            | -                | -                      | John Henry                       |
| 2001 | «Boss of Me»                    | -              | #21              | #29                    | Music from Malcolm in the Middle |